# Gornja Višnjica
Gornja Višnjica is een plaats in de gemeente Lepoglava in de Kroatische provincie Varaždin. De plaats telt 320 inwoners (2001).